# École liégeoise d'orgue
L'école de Liège est un style de fabrication d'orgue à influence française dans la principauté de Liège durant les XVIIIe et XIXe siècles.

## Historique
Dans le principauté de Liège, la fabrication d'orgues s'épanouit une seconde fois lorsque la tradition initiée par Andries Severijn est supplantée par le style de facture d'orgue de l'école liégeoise influencée par des orientations françaises. Le fondateur et premier représentant de l'école liégeoise est Philippe Le Picard le Jeune, issu d'une famille de facteurs d'orgues du nord de la France basée à Noyon (Picardie) . Il suit alors encore assez strictement la méthode française. Le seul orgue conservé qui puisse lui être attribué avec certitude est à Gronsveld ( Limbourg néerlandais ).
Par la suite, son fils Jean-Baptiste Le Picard (1706-1779) réussit à développer son propre style liégeois et à le porter à son apogée. Il peut donc être considéré comme le représentant le plus important de l'école liégeoise. Le style d'orgue de Jean-Baptiste Le Picard est très similaire à celui de Jean-Baptiste Forceville, car tous deux sont fortement orientés vers la France et produisent des orgues monumentaux entièrement élargis en largeur. Par exemple, en termes de structure générale, l'orgue d'Herkenrode peut être comparé à celui Forceville de l'église Saint-Charles-Borromée d'Anvers. Jean-Baptiste réalise notamment les orgues de la basilique Notre-Dame de Tongres, de Bolderberg et de l'abbaye de Vlierbeek (Louvain).
Jean-François Le Picard (1711-1784), le frère cadet, aurait également travaillé dans les ateliers de Jean-Baptiste. Il construit des instruments à Neeroeteren (vers 1742), la chapelle Notre-Dame à Hasselt (1754). Les orgues disparus de Houtain-l'Évêque et de l'église des Dominicains de Maastricht (1734-1735) lui sont également attribués.
L'activité des Le Picard est poursuivi pare leur meilleur élève Guillaume Robustelly, tout comme celle de Forceville est poursuivie par Pieter van Peteghem. Guillaume Robustelly perpétue la tradition de son maître.
En tant qu'élève des frères Le Picard, il faut également mentionner Heinrich Möseler alias Henry Mûseler ou Muselair.
Après la mort de Robustelly en 1793, tous le matériel de l'atelier est transmis par sa veuve à Joseph Colin, ancien contremaître de Robustelly.
Les derniers représentants de l'école liégeoise sont les Graindorge. Guillaume Robustelly, en particulier, a une influence considérable sur le style de son élève Matthieu Graindorge et de son fils Arnold. Matthieu Graindorge est une figure de transition entre Robustelly et Arnold Graindorge. Matthieu applique très fidèlement les standards de l'école liégeoise. Il ne s'en écarte que sur quelques points : l'utilisation d'une pédale indépendante, l'absence de cymbale sur le travail d'écho et l'utilisation d'un hautbois 8 '.
Arnold Graindorge peut être considéré comme un des représentants de l'école liégeoise, mais il s'en écarte sur plusieurs points. Il construit des pédales modernes "à l'allemande" avec une taille parfois très généreuse. La tessiture des manuels est aussi beaucoup plus étendue avec Arnold Graindorge qu'avec les Le Picard et Robustelly. Cependant, les plus grandes différences résident dans ses dispositions, où un certain nombre de voix pleines doivent céder la place à des pièces typiquement classiques . Arnold peut également être considéré comme un représentant du classicisme du début du XIXe siècle. Son fils Arnold-Joseph Graindorge est aussi un représentant du classicisme, mais son travail n'est pas à l'abri des influences romantiques. Parce qu'il utilisait des principes de style très différents (à la fois en matière de caisse d'orgue et d'instrument), il ne peut plus être considéré comme appartenant à l'école liégeoise.
Les influences françaises de l'école liégeoises sont particulièrement évidentes dans la construction des orgues monumentales de type rococo français et dans la construction générale avec «grand orgue», «positif», «écho» et «récit». Dans les dispositions, il y a déjà quelques spécificités liégeoises, mais le caractère liégeois ne se fait vraiment sentir que dans les heures d' homme et en l'absence de pédale indépendante.

## Représentants de l'école liégeoise
- Philippe Le Picard le Jeune (+ 1729)
- Jean-Baptiste Le Picard (1706-1779)
- Jean-François Le Picard (1711-1784)
- Heinrich Möseler (+1777)
- Guillaume Robustelly (+1793)
- Joseph Colin (1742-1806)
- Matthieu Graindorge (+ 1794)
- Arnold Graindorge (1775-1841)